# Pismo registarskih tablica
Na registarskim tablicama obično se koriste posebno razvijeni tipovi pisma.
Najpoznatije je nemačko: FE-Schrift što je skraćenica od nemačkog fälschungserschwerende Schrift (u prevodu približno pismo koje se teško falsifikuje) koje se na registarskim tablicama vozila registrovanih u Nemačkoj koriste od novembra 2000. godine. 
Za razliku od tipa pisma koji se ranije koristio (prema standardu DIN 1451), nije više moguće vršiti izmene na tablici, upotrebom crne boje ili crne lepljive trake (npr. slovo P u R, ili cifru 3 u 8) pošto sada svi znakovi imaju jedinstven oblik. Parovi znakova, koji se inače lako mogu zameniti, kao npr. E i F, ili O i 0) dobili su drugačiji oblik, tako da se lakše razlikuju. Prepravljanje tablice otežava i to što je podloga od reflektujuće bele boje, tako da su prepravke pomoću obične bele boje, posebno noću, vrlo lako uočljive.
FE-Schrift je razvio nemački Savezni zavod za izgradnju puteva, u periodu od 1978. do 1980, kao rezultat pritiska terorističkih aktivnosti. Značajno učešće je imao Karlgeorg Hoefer (1914–2000), koji je radio u Zavodu. 
Sve oznake su visine 75 mm. Slova su široka 47,5 mm, a cifre 44,5 mm. Za manje tablice, koje se koriste na motociklima, oznake su visoke 49 mm, slova su široka 31 mm, a cifre 29 mm.
Neke zemlje poput Bosne i Hercegovine, Južne Afrike, preuzele su FE-Schrift, a neke razvijaju sopstvene slične tipove pisma.

## Spoljašnje veze
- FE-Schrift na nemačkim registarskim tablicama nemački
- Anlage Va Opis uzorka i dimenzije na sajtu nemačkog ministarstva pravde